# Dieter Salzmann
Dieter Salzmann (* 6. April 1950 in Bochum) ist ein deutscher Klassischer Archäologe.

## Leben
Dieter Salzmann studierte von 1969 bis 1976 Klassische Archäologie, Alte Geschichte, Kunstgeschichte sowie Vor- und Frühgeschichte an den Universitäten Bochum und der Würzburg. Die Promotion erfolgte 1976 in Bochum mit einer Arbeit zum Thema „Untersuchungen zu den antiken Kieselmosaiken“. Anschließend war er 1976/77 als Reisestipendiat des Deutschen Archäologischen Instituts im Mittelmeerraum unterwegs. 1978 wurde Salzmann Wissenschaftlicher Assistent am Archäologischen Institut der Universität Bonn. Mit der Arbeit „Bildnismünzen von römischen Senatoren, Rittern und anderen historischen Personen“ habilitierte er sich 1986 in Bonn und wurde dort danach bis 1991 Privatdozent. Zwischen 1988 und 1991 war Salzmann Heisenberg-Stipendiat der Deutschen Forschungsgemeinschaft. 1991 wechselte er als C3-Professor an die Universität Regensburg, 1994 als C4-Professor ans Institut für Klassische Archäologie und Frühchristliche Archäologie der Westfälischen Wilhelms-Universität in Münster. Zugleich war er bis 2016 Direktor des dortigen Archäologischen Museums. Seit 2001 ist Salzmann Mitglied der Sachverständigenkommission zur Bewertung beweglicher Bodendenkmäler, seit April 2007 Ordentliches Mitglied des „Senatsausschusses für Kunst und Kultur“. 2015 trat er in den Ruhestand und wurde zum Seniorprofessor ernannt.
Salzmann beschäftigt sich vorrangig mit der Antiken Numismatik, insbesondere mit der Bedeutung von Münzen als Massenmedium bei religiösen und politischen Themen. Daneben forschte er zur hellenistischen Residenzstadt Lysimacheia, wo er Feldforschungen in der Zentralsiedlung und der Chora durchführte, aber auch zu den Statuen und Reliefs aus Zeugma und seiner Umgebung und seit 1989, gefördert von der Deutschen Forschungsgemeinschaft, zu den Mosaiken in Pergamon. Seit 1991 ist Salzmann korrespondierendes Mitglied des Deutschen Archäologischen Instituts, seit 1995 ist er Mitherausgeber der Fachzeitschrift ##Boreas##. Von 2007 bis 2009 fungierte er als Wissenschaftlicher Beirat für das Ausstellungsprojekt „Imperium“ im LWL-Römermuseum in Haltern am See.

## Schriften (Auswahl)
- Antike Münzen. Katalog zur Ausstellung im Museum Bochum, Haus Kemnade, Juni 1973. Museum Bochum, Bochum 1973.
- Untersuchungen zu den antiken Kieselmosaiken von den Anfängen bis zum Beginn der Tesseratechnik (= Archäologische Forschungen Bd. 10). Gebr Mann, Berlin 1982, ISBN 3-7861-1300-9.
- Antike Porträts im Römisch-Germanischen Museum Köln (= Wissenschaftliche Kataloge des Römisch-Germanischen Museum Bd. 5. Köln 1990 (= Kölner Jahrbuch für Vor- und Frühgeschichte 23, 1990, S. 131–220)).